# Bunhe
Bunhe (ukrajinsky Бунге, rusky Бунге – Bunge) je město v Doněcké oblasti na Ukrajině. K roku 2014 v něm žilo bezmála čtrnáct tisíc obyvatel.

## Historie
Sídlo zde vzniklo v roce 1908 u šachty Bunge. V roce 1924 bylo přejmenováno na Junkom (Юнком). Při povýšení na město v roce 1965 byl název změněn na Junokomunarivsk (Юнокомунарівськ, rusky Юнокоммунаровск – Junokommunarovsk). 
16. září 1979 byl v místním uhelném dole Junkom proveden podzemní jaderný výbuch. Šlo o pokus o uplatnění zkušeností ze Sachalinu, kde docházelo po zemětřeseních k poklesům rizikových exhalací metanu do důlních děl. Po detonaci byl ale pokles úrovní metanu pozorován pouze po několik dní a přitom nebylo řešeno odvětrávání komory vzniklé výbuchem, takže z ní do dolu mohly unikat radioaktivní plyny. Ještě na začátku 90. let 20. století byla v okolní oblasti o rozsahu přibližně 120 km2 zjištěna tří- až čtyřnásobně nadlimitní úrovně radiace. V roce 2001 byly šachty ve městě uzavřeny jako neperspektivní.
Od jara 2014 je město pod kontrolou samozvané Doněcké lidové republiky.
V roce 2016 bylo městu vráceno jméno Bunhe.